# Primera divisió espanyola de futbol 1969-1970
L'Atlético de Madrid va trencar la ratxa triumfal del Reial Madrid CF. Va tenir un final de temporada molt disputat amb l'Athletic Club de Bilbao, quedant el conjunt madrileny campió a l'última jornada guanyant 0-2 al camp del CE Sabadell.

## Equips participants
| Equips              | Ciutat        | Estadi                |
| ------------------- | ------------- | --------------------- |
| Atlético Bilbao     | Bilbao        | San Mamés             |
| Atlético Madrid     | Madrid        | Vicente Calderón      |
| Barcelona           | Barcelona     | Camp Nou              |
| Celta               | Vigo          | Balaídos              |
| Deportivo La Coruña | La Corunya    | Riazor                |
| Elx                 | Elx           | Altabix               |
| Granada             | Granada       | Los Cármenes          |
| Las Palmas          | Las Palmas    | Insular               |
| Mallorca            | Palma         | Lluís Sitjar          |
| Pontevedra          | Pontevedra    | Pasarón               |
| Real Madrid         | Madrid        | Santiago Bernabéu     |
| Reial Societat      | Sant Sebastià | Atotxa                |
| Sabadell            | Sabadell      | Creu Alta             |
| Sevilla             | Sevilla       | Ramón Sánchez Pizjuán |
| València            | València      | Luis Casanova         |
| Zaragoza            | Saragossa     | La Romareda           |

## Classificació general
| Pos | Equip                   | PJ | PG | PE | PP | GF | GC | DG  | Pts | Classificació o descens      |
| --- | ----------------------- | -- | -- | -- | -- | -- | -- | --- | --- | ---------------------------- |
| 1   | Atlético Madrid (C)     | 30 | 18 | 6  | 6  | 53 | 22 | +31 | 42  | Clas. per la Copa d'Europa   |
| 2   | Atlético Bilbao         | 30 | 17 | 7  | 6  | 44 | 20 | +24 | 41  | Convidat a la Copa de Fires  |
| 3   | Sevilla                 | 30 | 14 | 7  | 9  | 39 | 32 | +7  | 35  | Convidat a la Copa de Fires  |
| 4   | Barcelona               | 30 | 13 | 9  | 8  | 40 | 31 | +9  | 35  | Convidat a la Copa de Fires  |
| 5   | València                | 30 | 15 | 5  | 10 | 35 | 23 | +12 | 35  | Convidat a la Copa de Fires  |
| 6   | Real Madrid             | 30 | 13 | 9  | 8  | 50 | 42 | +8  | 35  | Clas. per la Recopa d'Europa |
| 7   | Reial Societat          | 30 | 15 | 3  | 12 | 47 | 37 | +10 | 33  |                              |
| 8   | Zaragoza                | 30 | 13 | 7  | 10 | 35 | 39 | −4  | 33  |                              |
| 9   | Las Palmas              | 30 | 10 | 7  | 13 | 32 | 40 | −8  | 27  |                              |
| 10  | Celta                   | 30 | 10 | 7  | 13 | 31 | 39 | −8  | 27  |                              |
| 11  | Elx                     | 30 | 8  | 10 | 12 | 32 | 44 | −12 | 26  |                              |
| 12  | Granada                 | 30 | 8  | 10 | 12 | 20 | 31 | −11 | 26  |                              |
| 13  | Sabadell                | 30 | 10 | 5  | 15 | 31 | 37 | −6  | 25  |                              |
| 14  | Deportivo La Coruña (R) | 30 | 8  | 9  | 13 | 25 | 32 | −7  | 25  | Descens a Segona Divisió     |
| 15  | Mallorca (R)            | 30 | 7  | 8  | 15 | 33 | 52 | −19 | 22  | Descens a Segona Divisió     |
| 16  | Pontevedra (R)          | 30 | 4  | 5  | 21 | 20 | 46 | −26 | 13  | Descens a Segona Divisió     |

## Resultats
| Casa \ Fora            | ATB | ATM | BAR | CEL | DEP | ELC | GRA | LPA | MLL | PON | RMA | RSO | SAB | SEV | VAL | ZAR |
| ---------------------- | --- | --- | --- | --- | --- | --- | --- | --- | --- | --- | --- | --- | --- | --- | --- | --- |
| Atlético Bilbao        | —   | 2–0 | 1–1 | 1–0 | 1–0 | 2–0 | 1–0 | 3–0 | 2–0 | 3–1 | 5–0 | 1–0 | 1–0 | 0–1 | 0–0 | 2–0 |
| Atlético Madrid        | 2–1 | —   | 1–1 | 4–0 | 2–0 | 4–1 | 5–0 | 1–2 | 3–1 | 2–0 | 3–0 | 4–0 | 0–1 | 1–0 | 2–0 | 2–0 |
| CF Barcelona           | 3–2 | 1–2 | —   | 2–1 | 1–0 | 1–1 | 1–0 | 0–0 | 5–1 | 2–0 | 1–0 | 2–1 | 3–1 | 1–0 | 1–0 | 4–2 |
| Celta                  | 0–2 | 1–1 | 1–2 | —   | 2–2 | 4–0 | 2–1 | 1–0 | 3–1 | 1–0 | 2–2 | 2–0 | 1–1 | 1–1 | 1–0 | 1–0 |
| Deportivo de La Coruña | 1–1 | 0–1 | 0–0 | 0–1 | —   | 1–0 | 3–0 | 0–0 | 1–1 | 2–1 | 1–1 | 0–2 | 1–1 | 3–0 | 2–1 | 0–1 |
| Elx CF                 | 0–1 | 1–1 | 1–0 | 3–1 | 1–0 | —   | 1–0 | 1–2 | 1–1 | 1–0 | 0–2 | 4–2 | 1–1 | 5–0 | 0–0 | 1–1 |
| Granada CF             | 0–0 | 0–0 | 0–0 | 1–0 | 2–0 | 0–0 | —   | 0–0 | 1–1 | 1–0 | 0–0 | 0–3 | 2–1 | 0–0 | 0–1 | 1–0 |
| UD Las Palmas          | 1–3 | 2–2 | 1–0 | 3–0 | 0–1 | 5–1 | 1–2 | —   | 3–1 | 1–1 | 2–4 | 0–1 | 1–0 | 3–0 | 0–2 | 2–0 |
| RCD Mallorca           | 2–2 | 1–0 | 3–2 | 0–0 | 0–1 | 0–0 | 4–6 | 1–0 | —   | 3–0 | 1–2 | 3–2 | 1–0 | 1–2 | 0–3 | 1–1 |
| Pontevedra CF          | 0–2 | 1–2 | 0–0 | 0–2 | 0–0 | 1–1 | 0–1 | 0–0 | 0–2 | —   | 1–3 | 1–0 | 2–1 | 3–2 | 0–1 | 0–1 |
| Real Madrid            | 2–2 | 1–1 | 3–3 | 3–1 | 2–2 | 3–1 | 2–0 | 5–0 | 1–1 | 2–1 | —   | 3–0 | 1–0 | 2–3 | 2–1 | 2–2 |
| Reial Societat         | 2–0 | 2–1 | 1–0 | 2–1 | 2–1 | 3–0 | 2–1 | 5–0 | 2–0 | 2–1 | 1–2 | —   | 2–1 | 0–0 | 1–2 | 5–0 |
| CE Sabadell FC         | 1–2 | 0–2 | 3–2 | 3–1 | 1–0 | 1–2 | 2–1 | 1–0 | 1–0 | 1–4 | 3–0 | 1–1 | —   | 2–1 | 2–0 | 1–1 |
| Sevilla CF             | 1–0 | 0–1 | 3–0 | 3–0 | 2–0 | 2–2 | 0–0 | 1–1 | 3–1 | 3–1 | 1–0 | 1–1 | 2–0 | —   | 4–2 | 2–0 |
| València CF            | 1–0 | 2–3 | 0–0 | 0–0 | 0–1 | 2–0 | 1–0 | 2–0 | 3–0 | 2–0 | 1–0 | 3–1 | 1–0 | 0–1 | —   | 3–1 |
| Zaragoza               | 1–1 | 1–0 | 2–1 | 1–0 | 5–2 | 3–2 | 0–0 | 1–2 | 2–1 | 2–1 | 2–0 | 2–1 | 1–0 | 1–0 | 1–1 | —   |

## Resultats finals
- Lliga de Campions: Atlético de Madrid,
- Recopa d'Europa: Reial Madrid
- Copa de la UEFA: Sevilla FC, Athletic de Bilbao i FC Barcelona
- Descensos: Deportivo La Coruña, Reial Mallorca i Pontevedra CF
- Ascensos: Sporting de Gijón, Málaga CF i RCD Espanyol

## Màxims golejadors
| Posició | Golejador           | Gols | Equip           |
| ------- | ------------------- | ---- | --------------- |
| 1       | José Eulogio Gárate | 16   | Atlético Madrid |
| 1       | Amancio Amaro       | 16   | Real Madrid     |
| 1       | Luis Aragonés       | 16   | Atlético Madrid |
| 4       | Ernest Domínguez    | 13   | RCD Mallorca    |
| 5       | Bernardo Acosta     | 12   | Sevilla CF      |
| 5       | Sebastián Fleitas   | 12   | Real Madrid     |